# Берроуз, Брайсон
Генри Брайсон Берроуз (англ. Henry Bryson Burroughs, 1869[…], Hyde Park — 1934[…], Нью-Йорк, Нью-Йорк) — американский художник и сотрудник Метрополитен-музея. Там он начал работать помощником куратора картин Роджера Фрая, а когда Фрай ушёл в 1909 году, Берроуз взял на себя эту роль. Приобретённая им картина «Вид на поместье Сен-Жозеф» для музея стала первой картиной Поля Сезанна, поступившей в публичную коллекцию. Он также приобрёл для Метрополитен-музея диптих «Распятие и Страшный суд» и картину «Жатва». До того, как посвятить себя живописи, Берроуз был успешным велогонщиком и серьёзно подумывал стать профессионалом в этой дисциплине.

## Юные годы

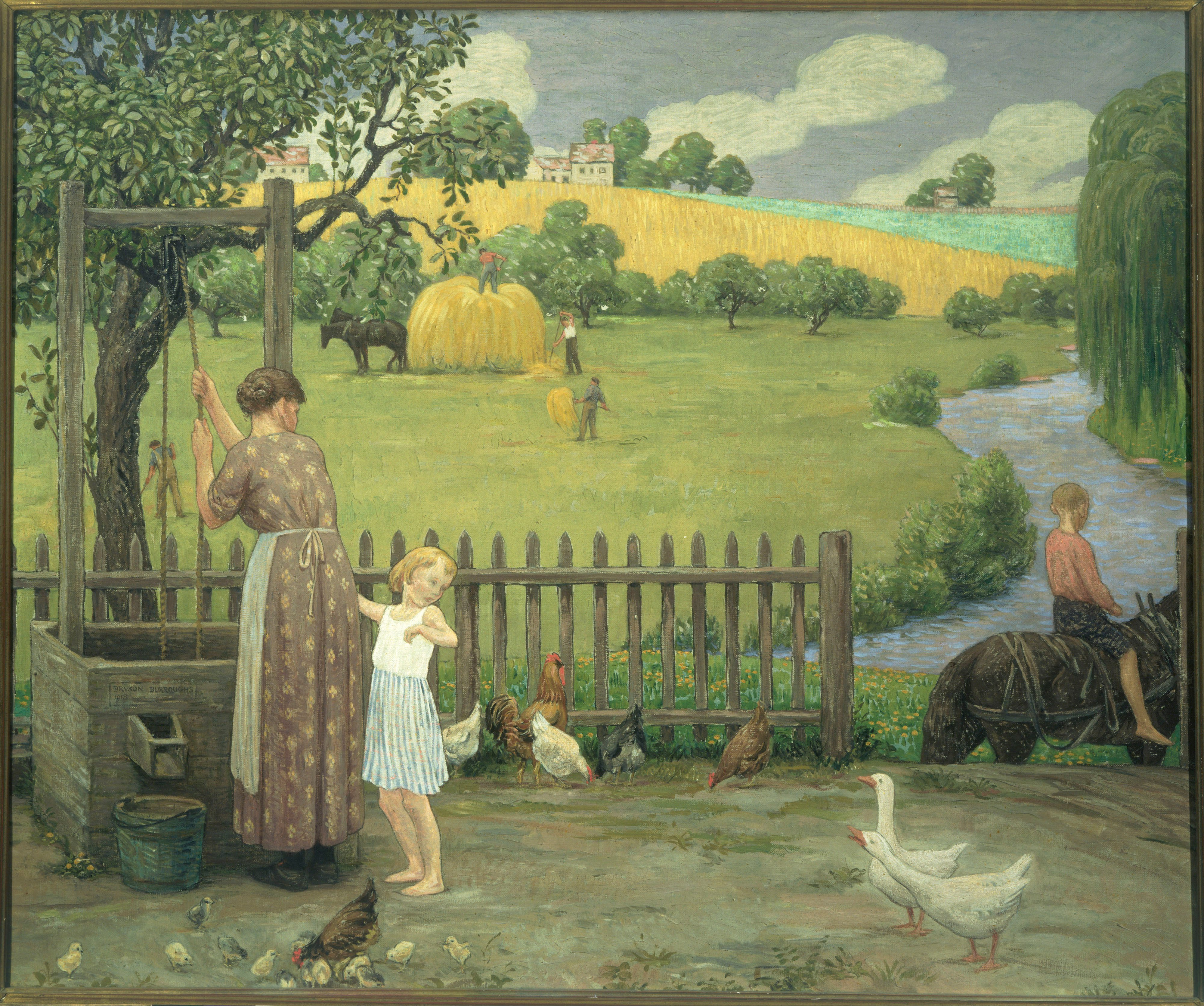
Июнь, 1918, холст, масло, 30 x 36 дюймов, the Phillips Collection, Вашингтон

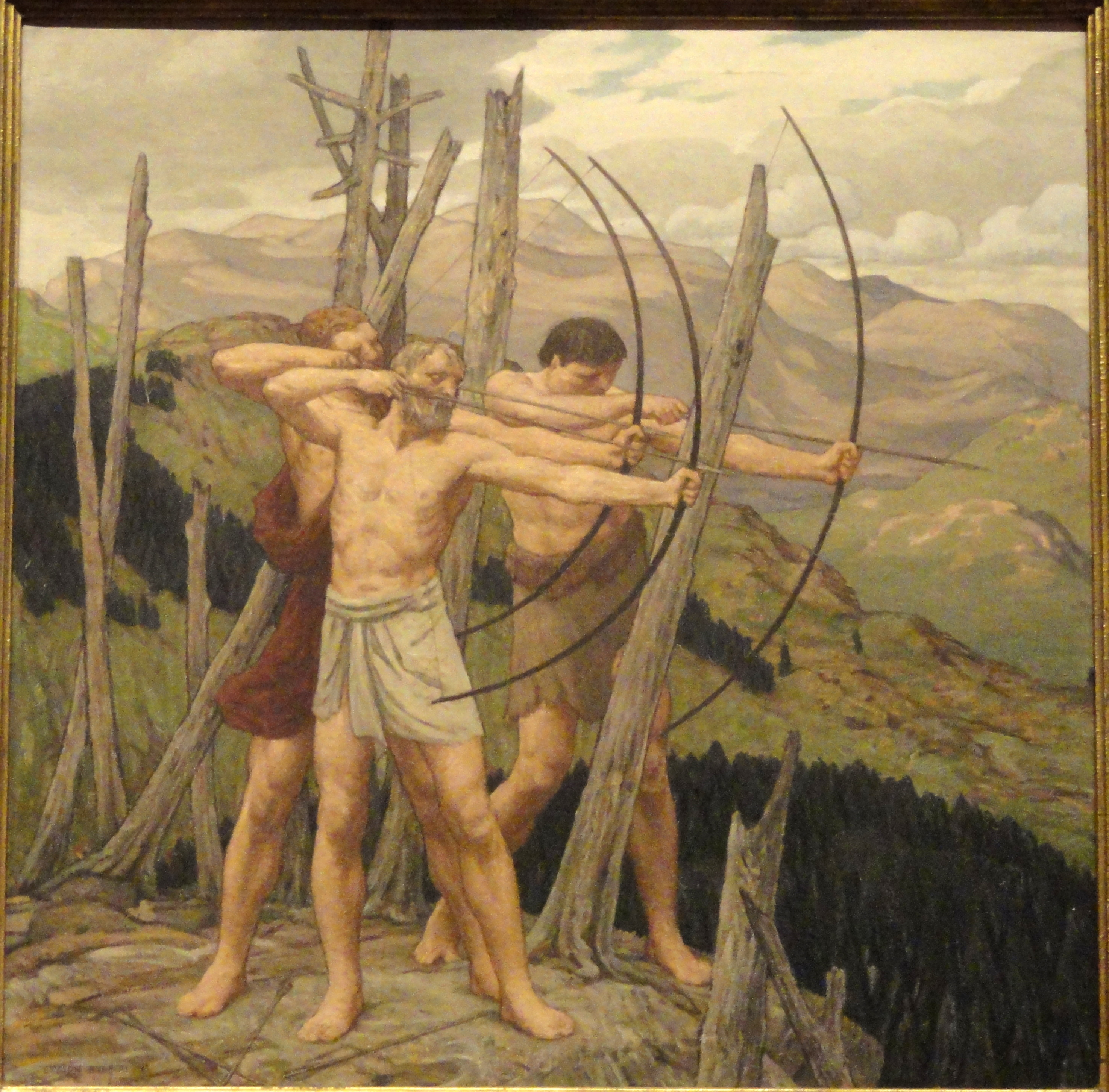
Лучники, 1917, холст, масло, 30 x 30 дюймов, Смитсоновский музей американского искусства

Брайсон Берроуз родился в 1869 году в Гайд-Парке, штат Массачусетс, тогда ещё независимом пригороде Бостона. Он вырос в Цинциннати, штат Огайо. После окончания школы он начал заниматься живописью, посещал Лигу студентов-художников Нью-Йорка и выиграл стипендию на обучение в академиях в Париже. Там он работал под руководством Люка-Оливье Мерсона и познакомился с известным художником Пьером Пюви де Шаванном, которому приносил свои работы, чтобы получить совет. 
В 1895 году Берроуз и его жена несколько месяцев прожили во Флоренции, Италия. В 1909 году он стал куратором отдела живописи Метрополитен-музея.

## Личная жизнь
В Англии в 1893 году Берроуз женился на скульпторе Эдит Вудман; они оставались вместе до её смерти в январе 1916 года.
Его дочь Бетти была замужем за художником Реджинальдом Маршем с 1923 по 1933 год.